# Return to Magenta
Return to Magenta è il secondo album dei Mink DeVille, pubblicato dalla Capitol Records nel 1978.

## Tracce
Lato A
1. Guardian Angel – 3:19 (Willy DeVille)
2. Soul Twist – 2:32 (Willy DeVille)
3. "A" Train Lady – 3:29 (David Forman, Duke Levine)
4. Rolene – 3:51 (Moon Martin (John Martin))
5. Desperate Days – 2:40 (Willy DeVille)

Durata totale: 15:51
Lato B
1. Just Your Friends – 4:11 (Jack Nitzsche, Willy DeVille)
2. Steady Drivin' Man – 3:40 (Willy DeVille)
3. Easy Slider – 3:53 (Willy DeVille)
4. I Broke That Promise – 3:03 (Willy DeVille)
5. Confidence to Kill – 1:53 (Robert Aherns, Louie X. Erlanger)

Durata totale: 16:40

## Formazione
- Willy DeVille - voce, chitarra, armonica
- Louie X. Erlanger - chitarra
- Bobby Leonards - pianoforte
- Ruben Siguenza - basso
- Thomas R. Allen, Jr. - batteria

Musicisti aggiunti
- Mac Rebennack - tastiere (88's, reminiscent tonalitites)
- Steve Douglas - sassofono
- Jackie Kelso - sassofono
- David Forman - accompagnamento vocale, coro
- Cleon Douglas - accompagnamento vocale, coro
- Max & Bees - accompagnamento vocale, coro

Note aggiuntive
- Jack Nitzsche - produttore, arrangiamenti
- Registrazioni effettuate al Sound Factory West ed al Columbia Recording Studios di New York City, New York
- Mark Howlett - ingegnere della registrazione, ingegnere del mixaggio
- Ken Perry - masterizzazione[1]